# Leslie White

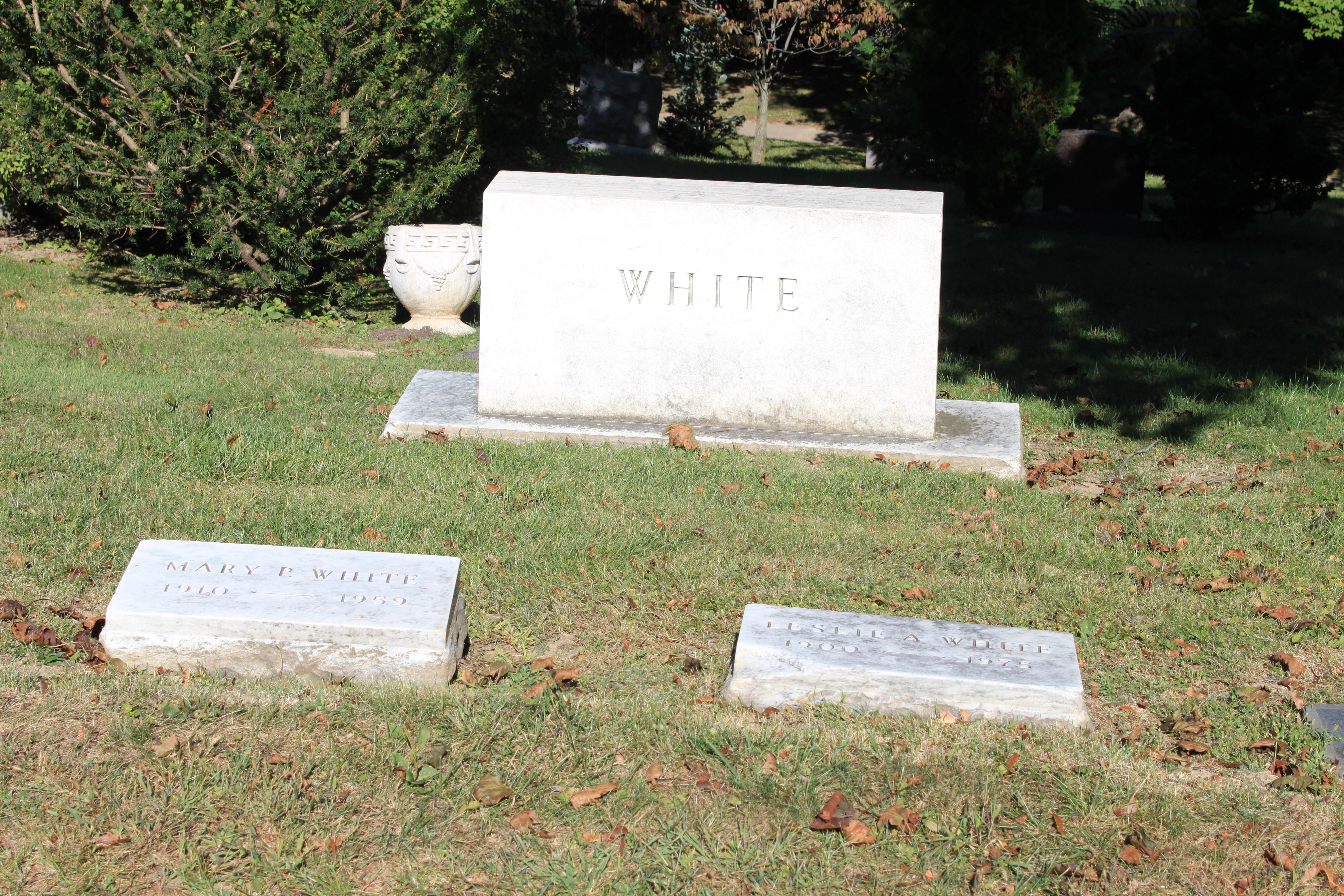
Sepultura de Leslie A. White, cemitério de Forest Hill, Ann Arbor, Michigan. White foi um notável antropólogo da Universidade de Michigan.

Leslie Alvin White (Salida, Colorado, 19 de janeiro de 1900 – Lone Pine, 31 de março de 1975) foi um antropólogo dos Estados Unidos, conhecido por suas teorias quanto à evolução cultural. 
Evolucionista mais recente que preconiza o regresso à "culturologia", isto é, elabora generalizações relativas à evolução cultural. No entanto, a sua obra neoevolucionista teve poucos reflexos na antropologia actual. Renovou o interesse da antropologia de Tylor.[carece de fontes?]